# Biogasanlage

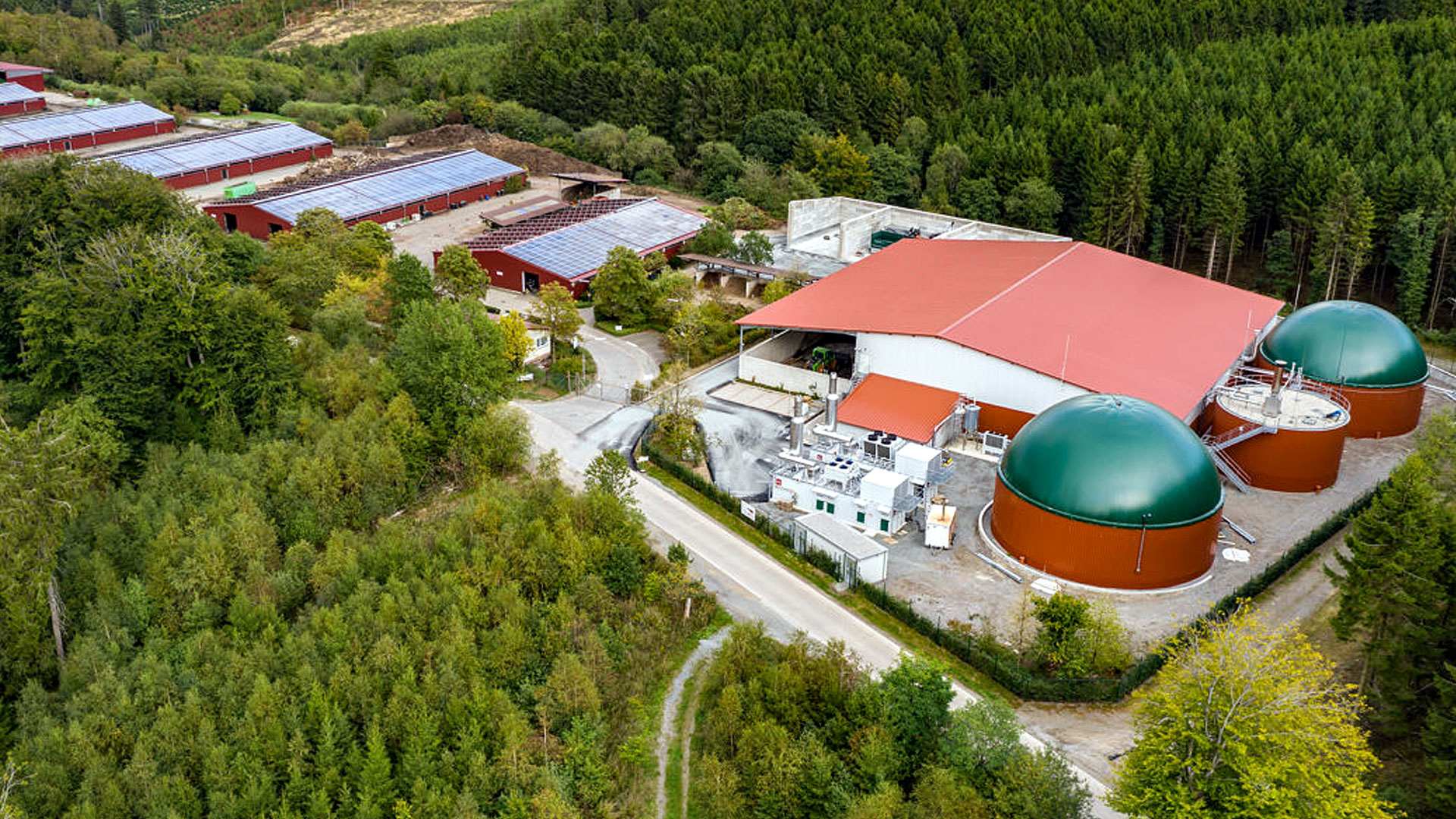
Biogasanlage zur energetischen Verwertung von kommunalem Bioabfall in Sundern

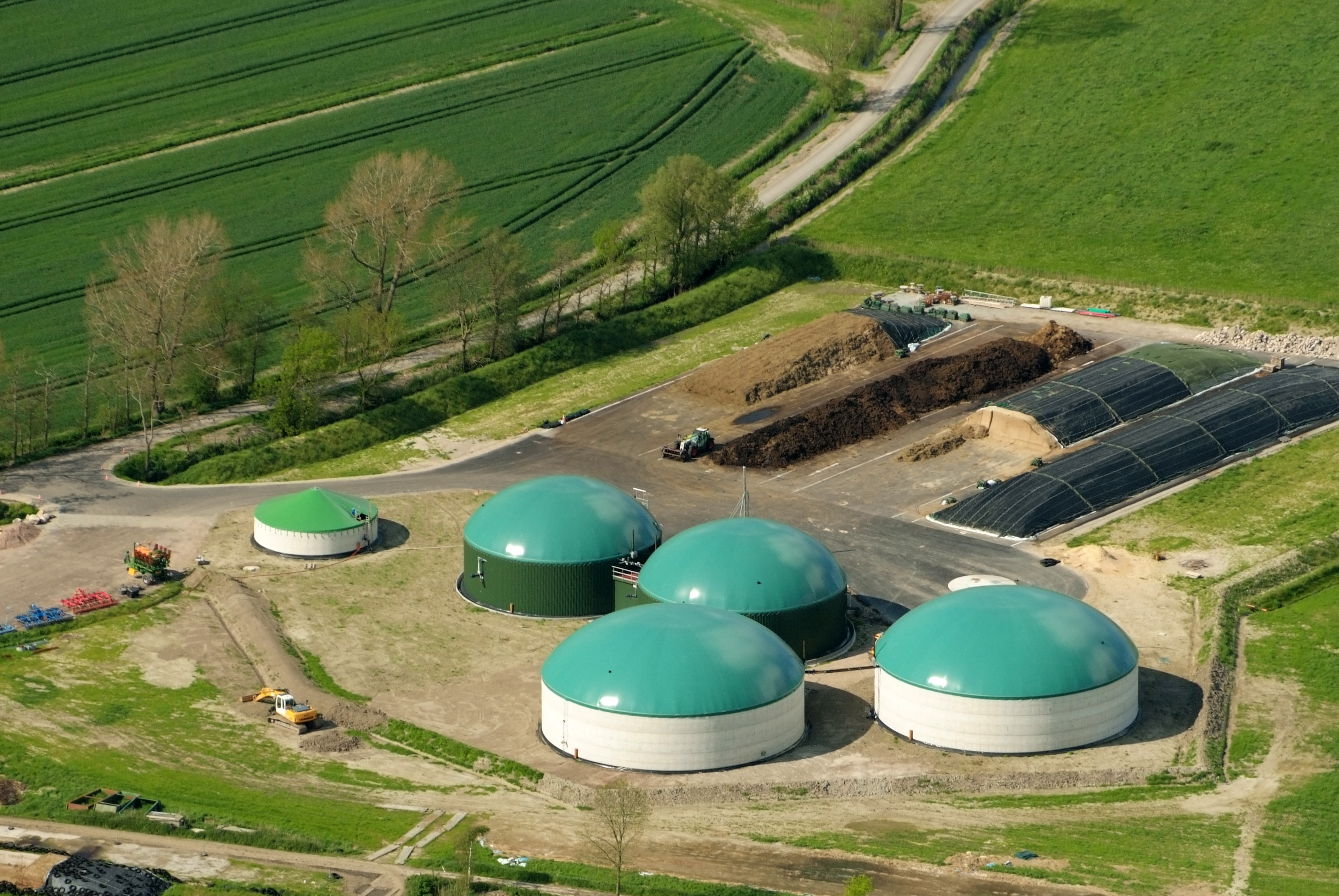
Luftbild einer Biogasanlage

Eine Biogasanlage dient der Erzeugung von Biogas durch Vergärung von Biomasse. In landwirtschaftlichen Biogasanlagen werden meist tierische Exkremente (Gülle, Festmist) und Energiepflanzen als Substrat eingesetzt. In nicht-landwirtschaftlichen Anlagen wird Material aus der Biotonne verwendet oder Abfallprodukte aus der Lebensmittelproduktion. Als Nebenprodukt wird ein als Gärrest bezeichneter Dünger produziert oder es erfolgt die anschließende stoffliche Weiterverwertung mittels angeschlossener Kompostierung (Kaskadennutzung). Bei den meisten Biogasanlagen wird das entstandene Gas vor Ort in einem Blockheizkraftwerk (BHKW) zur Strom- und Wärmeerzeugung genutzt. Andere Biogasanlagen bereiten das gewonnene Gas zu Biomethan auf und speisen es ins Erdgasnetz ein.

## Prinzip einer Biogasanlage
| Material                            | Biogasertrag in m3 pro Tonne Frischmasse | Methan- gehalt |
| ----------------------------------- | ---------------------------------------- | -------------- |
| Maissilage                          | 202                                      | 52 %           |
| Grassilage                          | 172                                      | 54 %           |
| Roggen-GPS                          | 163                                      | 52 %           |
| Zuckerrüben- Pressschnitzel siliert | 125                                      | 52 %           |
| Futterrübe                          | 111                                      | 51 %           |
| Bioabfall                           | 100                                      | 61 %           |
| Hühnermist                          | 80                                       | 60 %           |
| Schweinemist                        | 60                                       | 60 %           |
| Rindermist                          | 45                                       | 60 %           |
| Getreideschlempe                    | 40                                       | 61 %           |
| Schweinegülle                       | 28                                       | 65 %           |
| Rindergülle                         | 25                                       | 60 %           |

In einer Biogasanlage erfolgt der anaerobe (ohne Sauerstoff) mikrobielle Abbau (Vergärung) des eingesetzten Substrats. Dieses besteht meist aus gut abbaubarer Biomasse wie Gülle und Energiepflanzen (vor allem Mais-, Getreide- und Grassilage), aber auch aus organischen Abfällen und Reststoffen von Landwirtschaft und Industrie, sowie Bioabfällen aus kommunalen Sammlungen. Stroh und Holz, die vor allem Cellulose und Lignocellulose enthalten, sind unter anaeroben Bedingungen nur schwer oder gar nicht abbaubar und werden daher nicht eingesetzt.
Verschiedene Arten von Mikroorganismen nutzen die komplex zusammengesetzte Biomasse (vor allem Kohlenhydrate, Fette und Proteine) als Nährstoff- und Energielieferanten. Anders als beim aeroben Abbau (mit Sauerstoff, wie etwa bei der Kompostierung) können die Organismen bei der anaeroben Vergärung nur einen geringen Teil der enthaltenen Energie nutzen. Die anaerob nicht nutzbare Energie befindet sich im „Abfallprodukt“ Methan.
Hauptprodukte des anaeroben Abbaus sind das energiereiche Methan (CH4) und Kohlenstoffdioxid (CO2). Da beide gasförmig sind, trennen sie sich vom Gärsubstrat und bilden die Hauptkomponenten des Biogases. CO2 ist nicht weiter oxidierbar, d. h., es brennt nicht. Es braucht aber nicht vom energiereichen CH4 abgeschieden werden und kann zusammen mit diesem im Blockheizkraftwerk der Verbrennung zugeführt werden.

## Substrate zur Biogaserzeugung

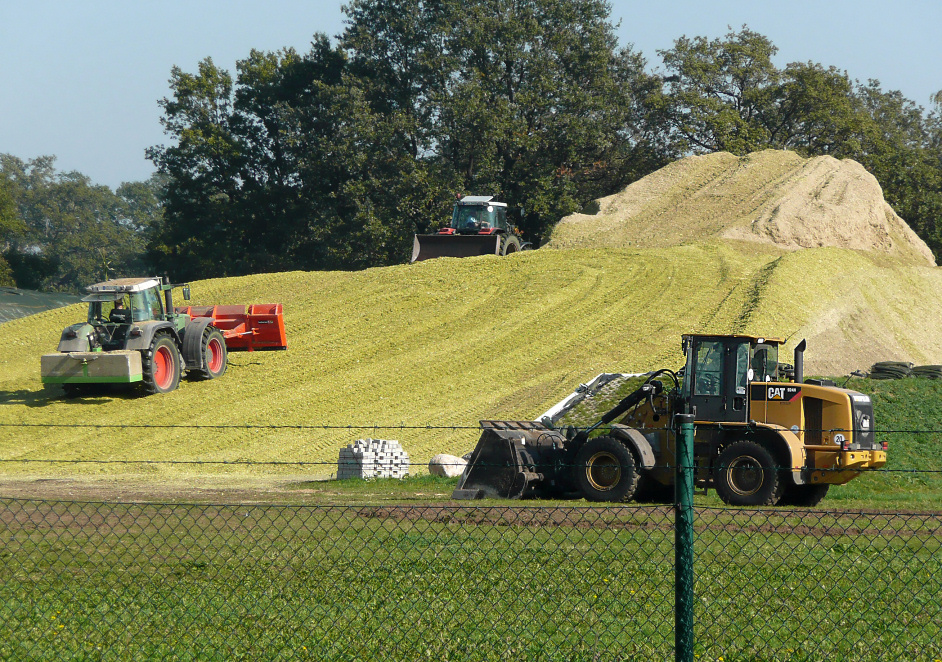
Silo mit Biomasse einer Biogasanlage bei Hannover

Der zur Biogaserzeugung eingesetzte Rohstoff wird als Substrat oder Einsatzstoff bezeichnet. Geeignet ist jede Art von Biomasse, die unter anaeroben Bedingungen (Vergärung) abgebaut wird. Die jeweilige chemische Zusammensetzung, insbesondere die enthaltenen Kohlenhydrate, Fette und Proteine, ist entscheidend für die erzeugbare Menge Biogas und deren Methananteil.
In der Praxis entscheiden die Einkaufs- und Anbaukosten, die durch das Erneuerbare-Energien-Gesetz (EEG) festgelegten Vergütungen und Boni und die Eignung der Biogasanlage über das verwendete Substrat.

### Verbleib des Substrats
Ein Teil des Substrats dient den Mikroorganismen als Nährstoff zum Aufbau ihrer Zellmasse (Anabolismus). Die dafür benötigte Energie wird aus der Vergärung des Substrats gewonnen. Da der Energiegewinn, verglichen mit der aerob stattfindenden Atmung, gering ist, müssen pro erzeugter Zellmasse vergleichsweise große Massen Substrat umgesetzt werden.
Bei gut abbaubaren Substraten wird ein großer Teil der Trockensubstanz in das Biogas umgesetzt. Zurück bleibt der sogenannte Gärrest, ein wässriges Gemisch aus schwer abbaubarem organischen Material, wie Lignin und Cellulose, sowie anorganischen, d. h. überwiegend mineralischen Stoffen. Der Gärrest wird meistens als landwirtschaftlicher Dünger verwendet. Er enthält noch sämtliche Spurenelemente des Substrats, fast den gesamten Stickstoff, Phosphor und – abhängig von der Verfahrensart der Biogasanlage – auch fast den gesamten Schwefel.

## Mikrobielle Prozesse
Der anaerobe Abbau von Biomasse ist Grundlage der Entstehung von Faulgasen wie Deponie-, Klär-, Sumpf- und Biogas. Viele verschiedene Arten von Mikroorganismen sind beteiligt. Vorkommen und Mengenanteile der Arten sind von der Art des Substrats, dem pH-Wert, der Temperatur und dem Ablauf der Vergärung abhängig. Aufgrund der vielfältigen Stoffwechsel der Gemeinschaft von Mikroorganismen können die meisten organischen Stoffe abgebaut werden. Lediglich Cellulosefasern und verholzte Anteile aus Lignocellulose sind enzymatisch schwer abbaubar. Voraussetzung für die Methanbildung ist ein ausreichender Wasseranteil im Gärsubstrat.
Der Abbauprozess wird schematisch in vier aufeinanderfolgenden biochemischen Einzelprozessen (Phasen) dargestellt. Die gängigen Anlagenkonzepte sehen meist eine fortwährende Substratzufuhr zum Fermenter vor, so dass die vier Phasen parallel stattfinden.

Übersicht über die anaerobe Verwertung von polymeren Substraten und Lipiden

### 1. Phase: Hydrolyse
Mikroorganismen können die polymeren Makromoleküle der Kohlenhydrate und Proteine nicht direkt verarbeiten. Als Hilfsstoffe dienen ihnen darum verschiedene Arten von Exoenzymen, wie Amylasen, Proteasen und Lipasen, welche die Makromoleküle zu löslichen Oligomeren und Monomeren hydrolysieren. Kohlenhydrate wie Stärke und Hemicellulose werden in Oligo- und Monosaccharide (Mehrfach- und Einfachzucker) zerlegt. Proteine werden zu Peptiden oder Aminosäuren abgebaut. Fette können in ihre Bestandteile Fettsäuren und Glycerin, hydrolysiert werden.

### 2. Phase: Acidogenese oder Versäuerungsphase
Die Produkte der Hydrolyse werden durch säurebildende Mikroorganismen im Verlauf der Acidogenese zu niederen Fett- und anderen Carbonsäuren, wie Valerian-, Butter- sowie Propionsäure, und Alkoholen wie Ethanol verstoffwechselt. Abbauprodukte der Proteine sind Schwefelwasserstoff (H2S) und Ammoniak (NH3).

### 3. Phase: Acetogenese oder essigbildende Phase
Während der Acetogenese werden die niederen Fett- und Carbonsäuren sowie die niederen Alkohole durch acetogene Mikroorganismen zu Essigsäure (Acetat), Wasserstoff und Kohlendioxid umgesetzt.

### 4. Phase: Methanogenese oder methanbildende Phase
In der letzten, ausschließlich anaerob ablaufenden Phase – der Methanogenese – wird die Essigsäure durch entsprechend acetoklastische Methanbildner nach Gleichung 1 in Methan umgewandelt. Etwa 30 % des Methans entstehen nach Gleichung 2 aus Wasserstoff und CO2, den Zwischenprodukten aus der Acetogenese.
In landwirtschaftlichen Biogasanlagen verläuft die Methanbildung entgegen der bisherigen Lehrbuchmeinung bei geringerer Verweilzeit und höherer Temperatur vorwiegend über den hydrogenotrophen (Wasserstoff verwertenden) Reaktionsweg. Acetat wird nicht unbedingt direkt in Kohlendioxid und Methan gespalten (acetoklastischer, Essigsäure spaltender Weg), sondern zunächst zu Wasserstoff und Kohlendioxid umgesetzt (syntrophe Acetat-Oxidation in Abb. 3, Schnürer et al. 1999), die dann über die hydrogenotrophe Methanogenese in Biogas umgesetzt werden. Die Methanbildung über die Essigsäurespaltung findet in nennenswertem Maß nur bei vergleichsweise geringer Raumbelastung bzw. längerer Verweilzeit und niedrigen Essigsäure-Gehalten statt (Lebuhn et al., 2008a, 2009; Bauer et al., 2008, 2009).
Die Methanogenese ermöglicht als energieliefernder (exothermer) Prozess (–ΔH°’: frei werdende Reaktionsenergie) die energiezehrenden Reaktionen der Acetogenese und der syntrophen Acetat-Oxidation(+ΔH°’: energiezehrende Reaktion).
Essigsäure spaltend (acetoklastisch):

(1) CH3COO- + H+ → CH4 + CO2  (ΔH°’ = −35,9 kJ/mol)
Wasserstoff verwertend (hydrogenotroph):

(2) CO2 + 4 H2 → CH4 + 2 H2O (ΔH°’ = −131,0 kJ/mol)
Die vier Phasen lassen sich nicht strikt trennen, da etwa auch schon in der Acidogenese Essigsäure, Wasserstoff und Methan entstehen. Die Methanogenese hingegen erfordert die speziellen Stoffwechselfähigkeiten der methanogenen Mikroorganismen. Diese gehören zur Gruppe der Archaeen (der Klasse Methanobacteria, Methanococci und Methanomicrobia [10]) und sind nur entfernt mit den Bakterien verwandt, welche die anderen Schritte des Abbaus durchführen.

## Anlagenbetrieb

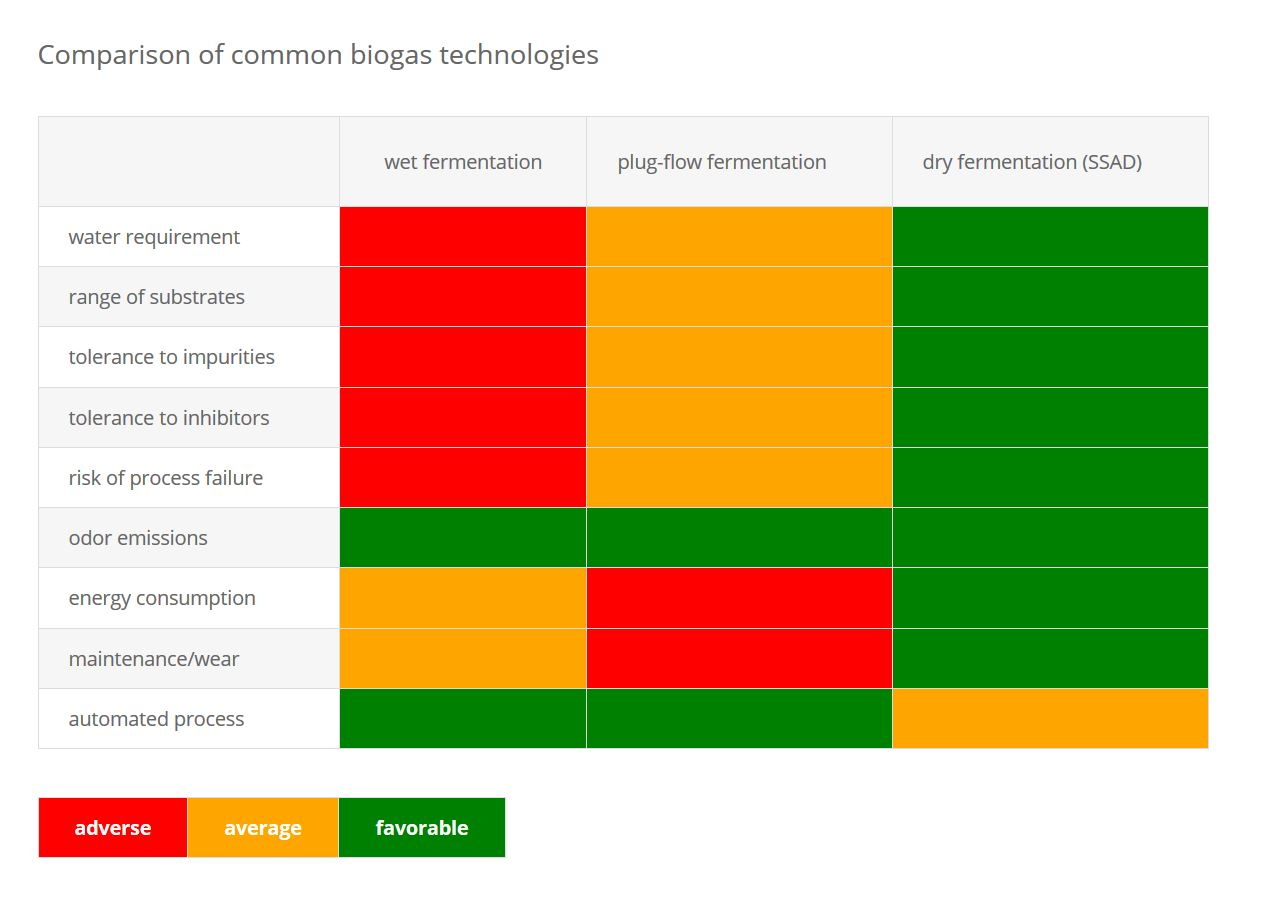
Vergleichstabelle gängiger Anlagenkonzepte. Flüssig-, Pfropfenstrom- und Trockenfermenter in der Übersicht.

Über das genaue Zusammenspiel der Mikroorganismen ist nur wenig bekannt. Daher kann die optimale Einstellung der verschiedenen Parameter (Substratart, Substratmenge, Temperatur, Rührwerkseinstellungen etc.) oft nur experimentell gefunden werden. In Forschungsprojekten werden Charakterisierungen der mikrobiologischen Populationen beziehungsweise Gemeinschaften vorgenommen, um die Zusammenhänge besser zu verstehen.
Bei niedrigen Substratkonzentrationen wird ein nicht unerheblicher Teil der Abwärme aus der Biogasverstromung zur Aufrechterhaltung der Fermentertemperatur der Nassvergärung im mesophilen Zielbereich von 30 bis etwa 35 Grad Celsius benötigt. Anlagen mit Trockenfermentation benötigen einen deutlich geringeren Anteil der produzierten Wärme. Für den Gesamtwirkungsgrad und die Wirtschaftlichkeit einer Biogasanlage kann die Nutzung der Abwärme etwa zur Gebäudeheizung oder zur Holz- und Getreidetrocknung einen wichtigen Faktor darstellen.

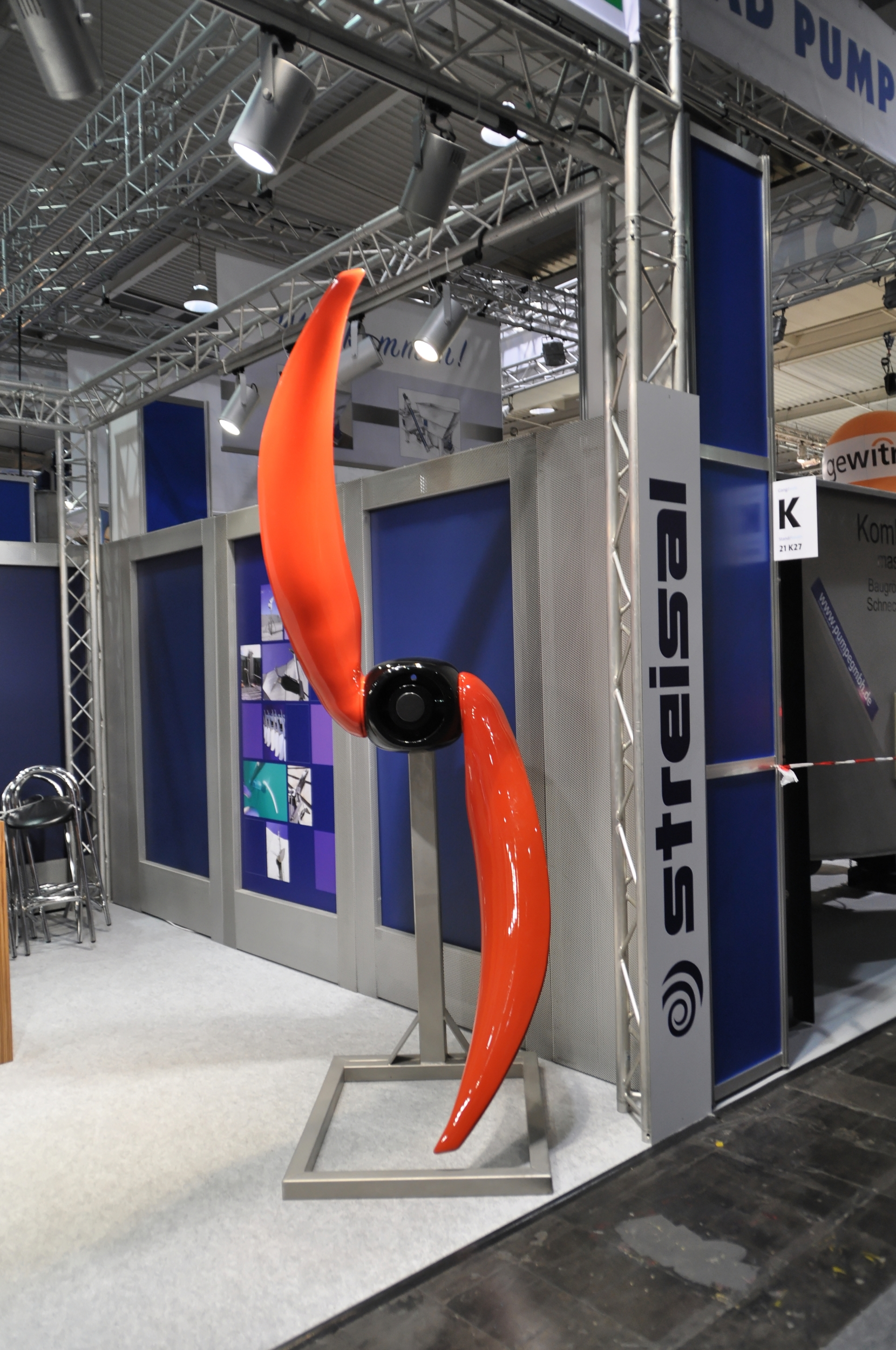
Ein Mix-Propeller einer Biogasanlage

Verschiedene z. T. recht unterschiedliche Anlagenkonzepte werden in der Praxis angewendet, die sich in erster Linie an der Zusammensetzung des Substrats orientieren. Aber auch die Rahmenbedingungen des Erneuerbare-Energien-Gesetzes zur Vergütung des eingespeisten Stroms spielen eine Rolle. Auch Vorschriften zur Hygiene und Vermeidung von Emissionen müssen bei der Planung der Biogasanlage berücksichtigt werden.

### Nass- und Trockenfermentation
Das Gärsubstrat der Nassfermentation hat einen hohen Wasseranteil. Es ist dadurch rühr- und fließfähig und wird während der Fermentation laufend durchmischt. Die Trockenfermentation oder auch Feststoffvergärung erfolgt mit stapelbarer organischer Biomasse, die weder verflüssigt noch während der Vergärung ständig durchmischt wird. Die Verfahrenswahl hängt im Wesentlichen von den Substraten ab.
Zur Nutzung von Gülle kommt nur die Nassvergärung in Frage, während strukturreiche Biomasse die für die Nassvergärung nötigen Rührwerke blockieren kann. Zur Nassvergärung wird die feste Biomasse gut zerkleinert und durch Zugabe von Wasser pumpbar gemacht. In Deutschland ist die Nassvergärung vorherrschend, weil die meisten Anlagen von Landwirten mit Viehzucht errichtet wurden, die häufig sowohl Energiepflanzen als auch Gülle einsetzen.

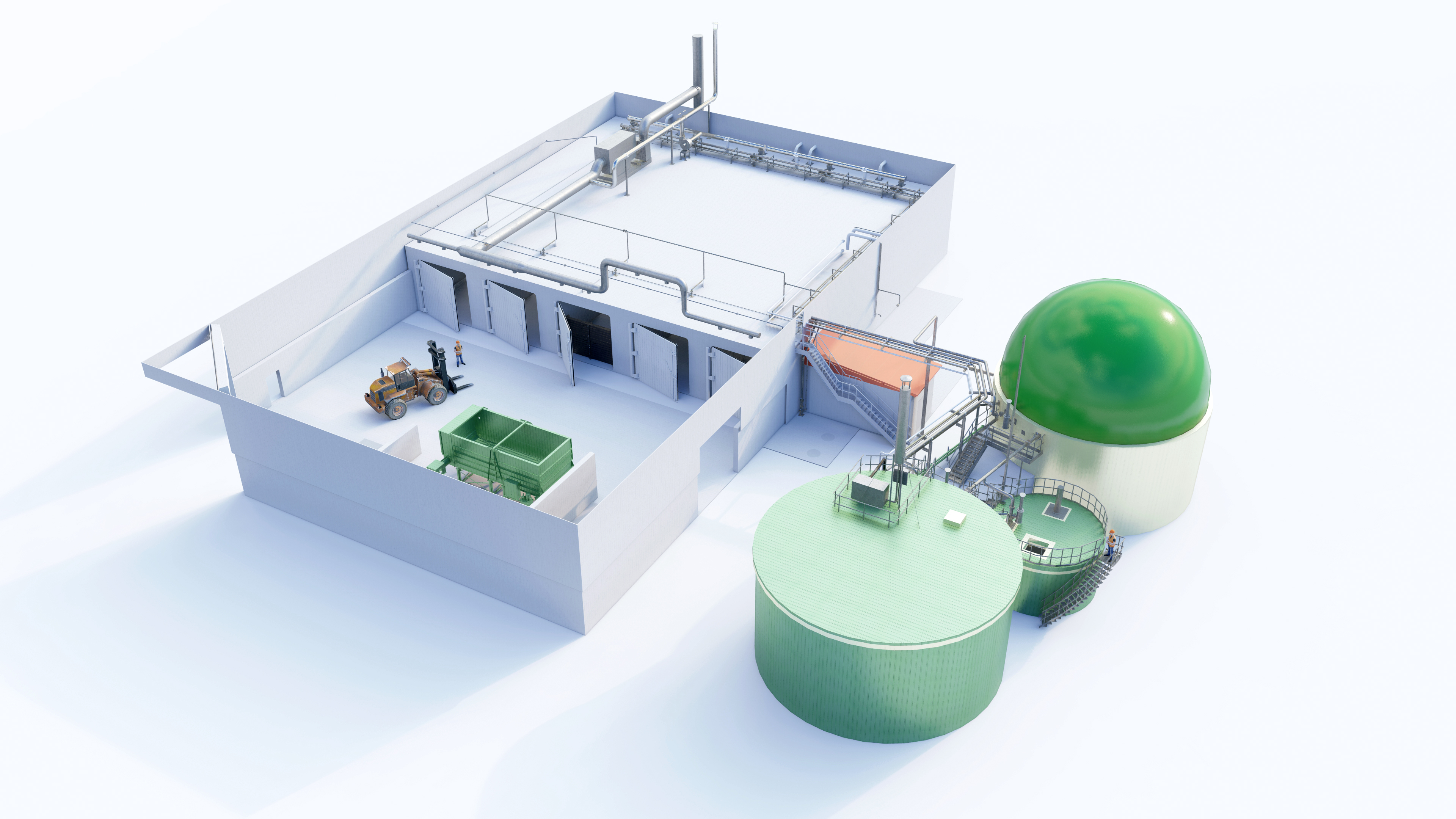
Visualisierung einer Biogasanlage zur Feststoffvergärung stapelbarer Biomasse wie Bioabfall, Grünschnitt und Festmist

Domäne der Trockenfermentation ist die Vergärung von stapelbarer Biomasse mit einem Trockenanteill von 20–55 %, wie sie im Garten- und Landschaftsbau anfällt, sowie von Wiesen- oder Ackergras. Bei der Trockenfermentation werden organische Einsatzstoffe zur Gewinnung von Biogas unter anaeroben Bedingungen (ohne Luftsauerstoff) vergoren. Die Anlage besteht aus befahrbaren, gasdichten und säurebeständigen Beton-Fermenterboxen welche zeitversetzt befüllt und entleert werden (Diskontinuierlicher bzw. Batch-Betrieb).Trockenfermentation wird auch als Ergänzung oder Ersatz zur Kompostierung eingesetzt. Auch bei der „Trockenvergärung“ benötigen die zur Vergärung notwendigen Mikroorganismen ausreichend Feuchtigkeit.
Ab 2004 wurde im Rahmen des Erneuerbare-Energien-Gesetzes (EEG) ein Technologiebonus von 2 Cent/kWh für den durch Trockenfermentation erzeugten Strom bezahlt. In den folgenden Jahren nahm dadurch die Bedeutung der Trockenfermentation auch in der Landwirtschaft stark zu. Für neu errichtete Anlagen ab 2009 entfällt der Technologiebonus, da das Verfahren inzwischen als etablierte Technik gilt.

### Batch- und kontinuierliche Vergärung
Die meisten Anlagen werden mit kontinuierlicher Vergärung betrieben, bei der dem Prozess meist mehrmals täglich Substrat zugeführt wird und Biogas sowie Gärrest entnommen werden. Vorteilhaft sind die Automatisierbarkeit und die relativ gleichmäßige Gasproduktion, so dass nachfolgende Komponenten wie Gasreinigung, und Gasaufbereitung und Verbrennung im Blockheizkraftwerk (BHKW) ebenfalls kontinuierlich stattfinden. Neben der Nassvergärung kann auch die Trockenvergärung einen kontinuierlichen Anlagenbetrieb erlauben.
Wenn der Gehalt an Trockenmasse hoch oder das Substrat sehr faserig oder kompakt ist, beispielsweise bei Biomüll, Hausmüll und Grünschnitt, wird dagegen oft die Batch-Vergärung angewandt. Hierbei wird für jede Substratcharge die Biogaserzeugung abgeschlossen und der Fermenter entleert, bevor die nächste Charge eingebracht wird. Die Staffelung mehrerer Fermenter ermöglicht auch hier eine quasi-kontinuierliche Gasproduktion.

### Ein- und mehrstufige Anlagen
Die einzelnen Schritte des mikrobiellen Abbaus haben bestimmte Optima. So läuft die Hydrolyse optimal bei einem niedrigen, leicht sauren pH-Wert, weshalb bei vielen Anlagen eine Hydrolysestufe mit nachgeschalteter Methanstufe vorhanden ist. Die Methanogenese läuft hingegen bevorzugt in leicht alkalischem Milieu ab. Häufig findet sich aber auch nur ein oder mehrere parallel geschaltete Fermenter ohne Trennung der Abbaustufen. In der Regel ist noch ein Lagerbehälter nachgeschaltet, der luftdicht abgeschlossen ist und als Nachgärer fungiert.

## Verwendung der Produkte

### Biogas

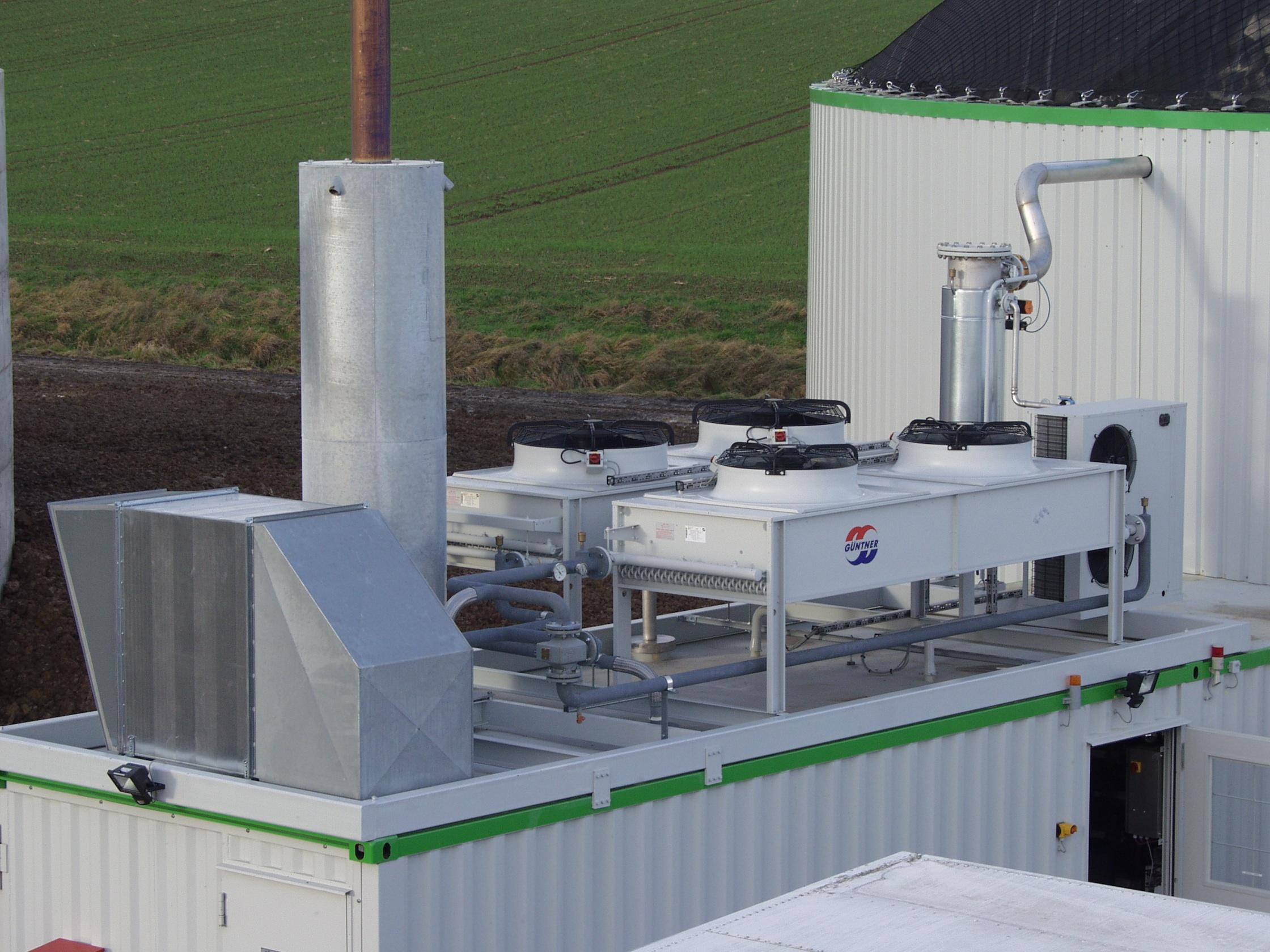
Container-BHKW einer Biogasanlage. Über Notkühler (Wärmetauscher mit Gebläse) auf dem Dach wird ungenutzte Wärme an die Umgebung abgegeben.

Derzeit wird in Deutschland Biogas hauptsächlich direkt an der Biogasanlage zur dezentralen gekoppelten Strom- und Wärmeerzeugung (Kraft-Wärme-Kopplung) in Blockheizkraftwerken (BHKWs) genutzt; seltener wird das Biogas zu Biomethan aufbereitet. Bei der direkten Nutzung wird das Gasgemisch getrocknet, entschwefelt und dann einem Biogasmotor zugeführt, der einen Generator antreibt. Der produzierte Strom wird in das Netz eingespeist. Die in Abgas und Motorkühlwasser enthaltene Wärme wird in einem Wärmeaustauscher zurückgewonnen. Ein Teil der Wärme wird benötigt, um die Fermenter zu beheizen, da die Mikroorganismen, welche die Biomasse abbauen, am besten bei Temperaturen von 30–37 °C (mesophil) bzw. 50–60 °C (thermophil) wachsen. Überschüssige Wärme des Motors kann etwa zur Beheizung von Gebäuden, zum Trocknen der Getreide-Ernte, Hackschnitzeltrocknung oder den Betrieb von Aquakulturanlagen verwendet werden. Besonders wirtschaftlich und energieeffizient arbeiten Anlagen, deren überschüssige Wärme ganzjährig genutzt werden kann.

### Biomethan
In mehreren neueren Projekten wird das Biogas in Aufbereitungsanlagen auf Erdgasqualität gereinigt und als Biomethan (Bioerdgas) in das Erdgasnetz eingespeist. Dies erhöht die Wirtschaftlichkeit von Biogasanlagen an Standorten ohne Strom- und Wärmeabnehmer. Das Bioerdgas kann beispielsweise zu BHKWs weitergeleitet werden, die in unmittelbarer Nachbarschaft von kontinuierlichen Wärmeabnehmern, wie z. B. Schwimmhallen, errichtet werden. Dadurch ist die Abwärme fast vollständig nutzbar. Aufbereitetes Biogas kann ebenso als Treibstoff für erdgasbetriebene Fahrzeuge eingesetzt werden. Die Anlagentechnik zur Aufbereitung von Biogas zu Biomethan und Einspeisung in das Erdgasnetz ist derzeit allerdings noch recht kostenintensiv und nur für „große Anlagen“ (ab 1,5 MWel) wirtschaftlich rentabel.

### Gärrest
Die Gärrückstände aus Biogasanlagen werden als landwirtschaftliche Düngemittel verwendet. Sie sind verträglicher für die Pflanzen als Rohgülle, die Stickstoffverfügbarkeit ist höher und der Geruch weniger intensiv. Der Gärrest der Nassfermentation („Biogasgülle“) ist eine gülleähnliche Substanz. Bei der Trockenfermentation entsteht stapelbarer Gärrest, der ebenfalls als Dünger eingesetzt werden kann und ungefähr die Hälfte der Ausgangsmenge ausmacht. Die Menge des Gärrests lässt sich durch eine aerobe Nachbehandlung noch weiter verringern, wodurch sich auch die Belastung mit Krankheitskeimen (Entseuchung) und Schwefelwasserstoffverbindungen verringert. Zusätzlich ist die Verbrennung zur weiteren Mengenreduzierung und Energiegewinnung möglich.

## Entwicklung der Biogasanlagen

### Allgemeine technische und marktbezogene Entwicklung
Der italienische Physiker Alessandro Volta untersuchte bereits 1789 ein brennbares Gas, das im Sediment des Lago di Como entstand. Wissenschaftler wie Faraday (der das Gas als Kohlenwasserstoff identifizierte), Davy und Dalton haben die Experimente von Volta nachvollzogen. Avogadro entdeckte die chemische Formel für Methan (CH4). Dieses leicht zu erzeugende Gas war im 19. Jahrhundert bei physikalischen und chemischen Experimentalvorlesungen sehr beliebt.
Ende des 19. Jahrhunderts entdeckte man, dass Abwasser durch anaerobe Vergärung geklärt werden kann. Ab 1906 entstanden im Ruhrgebiet Abwasserreinigungsanlagen mit beheizten Fermentern. Vorrangiges Ziel war damals nicht die Biogasgewinnung, sondern die Abfallverringerung. Erst ab etwa 1922 wurde Biogas aufgefangen und in das städtische Gasnetz eingespeist. Einige Klärwerke konnten damit ihre Betriebskosten decken. Bis 1937 hatten einige deutsche Städte ihren Fuhrpark auf Biogas umgestellt. Die Müllabfuhr der Stadt Zürich fuhr bis 1973 mit Biogas.
Versuche, Biogas nicht nur aus Abwasser zu gewinnen, wurden in den späten 30er und dann wieder in den 50er Jahren zunächst mit Festmist und später mit Gülle gemacht. Es entstanden etwa 50 Anlagen. Wegen des billig verfügbaren Erdöls wurden diese Versuche wieder eingestellt.
Durch die Energiekrise von 1973 wurde die Biogastechnik wieder aktuell. Wieder fallende Erdölpreise bremsten die weitere Entwicklung aber erneut.
Durch die relativ zur als Ackerland nutzbaren Fläche größere Menge landwirtschaftlicher Abfälle oder Gülle haben die Niederlande, die Schweiz (vgl. Kompogas) sowie Schweden bereits früh Erfahrungen mit Biogas gesammelt. In diesen Ländern wird es seltener zur lokalen Stromerzeugung genutzt, sondern häufiger zu Biomethan aufbereitet. In den Niederlanden und in der Schweiz wird es in das Erdgasnetz eingespeist. In Schweden wird es für Kraftfahrzeuge genutzt.
Entscheidenden Einfluss auf die Verbreitung der Biogasnutzung hatten die Erdölschwemme von 1955 bis 1972 und die folgende Ölkrise von 1972 bis 1973 sowie die nationalen rechtlichen Rahmenbedingungen wie das Erneuerbare-Energien-Gesetz in Deutschland.
In Indien wurde bereits Ende des 19. Jahrhunderts Biogas zur Energieversorgung eingesetzt. Viele kleine Biogasanlagen bestehen in Ländern wie Indien, Südkorea, Taiwan, Malaysia sowie auch in Botswana zur privaten Energieversorgung. Über 40 Millionen Haushaltsanlagen befinden sich in China.
Das Biogas wird hier überwiegend aus Mist und Kot gewonnen und vor allem für Koch- und Heizzwecke genutzt, wodurch sich die lokale Abholzung reduziert und die Lebensqualität der Menschen verbessert.

### Entwicklung in Deutschland

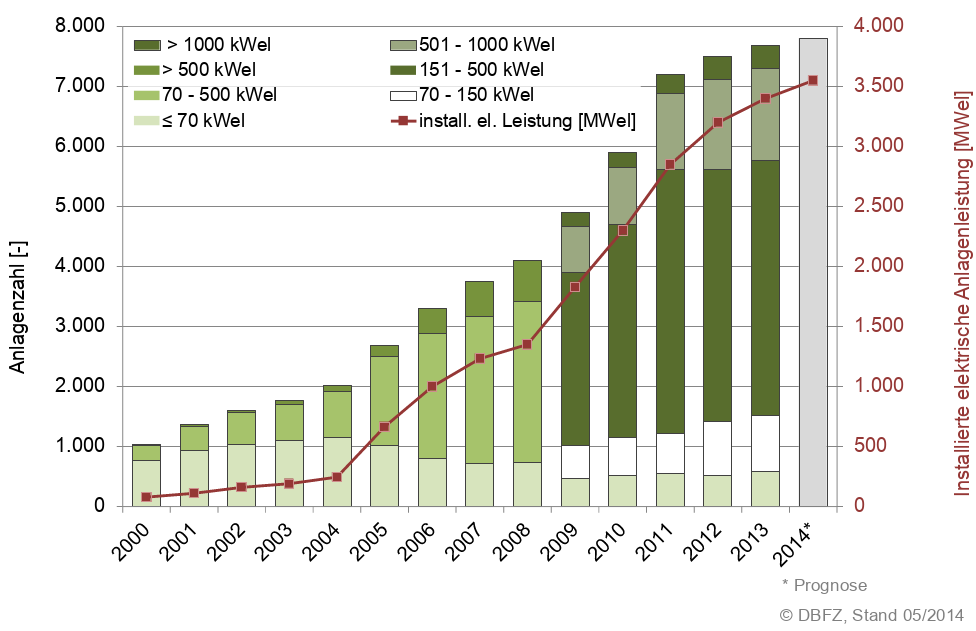
Entwicklung der Anlagenzahl und der elektrischen Leistung seit 2000 (nach DBFZ)

Der Anbau nachwachsender Rohstoffe zur Biogasnutzung in Deutschland ist von 400.000 ha im Jahr 2007 auf 530.000 ha im Jahr 2009 gestiegen.
Auch die Zahl der Anlagen sowie der installierten elektrischen Leistung ist in den vergangenen Jahren stark gestiegen. Ein vergleichsweise hoher Anstieg lässt sich mit der seit 2004 gültigen ersten Novelle des Erneuerbare-Energien-Gesetz (EEG) ausmachen. Betrug die Zahl der Anlagen im Jahr 2004 vor der Novelle noch 2010, so waren es 2005 schon 2690 Anlagen in Deutschland. Im Jahr 2007 ist diese Zahl auf 3711 weiter gestiegen. Diese Entwicklung lässt sich durch die Erhöhung der Vergütung der durch Biogasanlagen erzeugten kWh erklären. Die elektrische Leistung stieg von 247 MW im Jahr 2004 über 665 MW 2005 bis auf 1270 MW 2007. Da die Leistung neu installierter Anlagen zunimmt, steigt die Gesamtleistung schneller als die Anzahl der Anlagen. Weil viele Biogasanlagen einen großen Anteil der Abwärme ungenutzt an die Umwelt abgeben, besteht hier noch weiteres Potential, beispielsweise durch den Aufbau von Nahwärmenetzen oder die Aufbereitung zu Biomethan.
Im Jahr 2009 waren in Deutschland 4671 Biogasanlagen in Betrieb, die insgesamt rund 11 % des Stroms aus erneuerbaren Energien produzieren. Ende 2011 waren 7.100 Biogasanlagen mit einer installierten Leistung ca. 2.800 MW in Betrieb, entsprechend der Nennleistung zweier großer Kernkraftwerke. Mit dem EEG 2012 und der neuen Vergütungsstruktur war der Zubau an Biogasanlagen 2012 deutlich geringer als im Vorjahr. Der Fachverband Biogas gibt den Anlagenbestand zum 31. Dezember 2012 auf 7.515 mit einer installierten Leistung von 3.352 MW an.
Mit der von 2009 bis 2011 gültigen 2. Novelle des EEG wurde ein Güllebonus eingeführt, der kleinere Anlagen mit hohem Gülleanteil fördern soll. In Deutschland werden schätzungsweise lediglich 15 % der verfügbaren Gülle aus der Tierhaltung energetisch genutzt. Mit der Nutzung dieses Potentials könnte die Biogastechnologie ihren Beitrag zum Klimaschutz weiter ausbauen.
Das EEG 2012 sieht keine Boni mehr vor.
Mit Einführung des EEG 2014 zum 1. August 2014 wird der Fokus auf die Nutzung von landwirtschaftlichen Reststoffen gelegt, der Einsatz von nachwachsenden Rohstoffen bei neu zu errichtenden Anlagen spielt de facto keine Rolle mehr. Der Anlagenneubau bei landwirtschaftlichen Biogasanlagen beschränkt sich überwiegend auf Anlagen im Leistungsbereich bis zu 75kWel, die sogenannten Hofbiogasanlagen. Haupteinsatzstoffe dieser Anlagenklasse sind Gülle und Mist aus der jeweiligen örtlichen Tierproduktion am „Hof“.

#### Vergütung in Deutschland
In Deutschland wird das Einspeisen von regenerativ erzeugtem Strom in das Stromnetz durch das Erneuerbare-Energien-Gesetz (EEG) geregelt. Die Betreiber der Übertragungsnetze müssen den erzeugten Strom zu definierten Preisen abnehmen, können diese Kosten aber an den Endkunden weiterreichen. Zwischen den Übertragungsnetzbetreibern findet ein Ausgleich der Mehrkosten für die Pflichtabnahme des Stroms statt, so dass die Mehrbelastung des Endkunden bundesweit gleich ist. Die Vergütungshöhe gemäß EEG-Novelle 2009 ist in der unten stehenden Tabelle vereinfacht aufgeführt. Wenn das Biogas nur thermisch verwertet wird, erhält der Biogasanlagenbetreiber keine EEG-Vergütung. Für Deponie- und Klärgas sind im EEG eigene Mindestvergütungssätze und Boni festgelegt.
| Anlagengröße | Grundvergütung (2009) | NaWaRo- Bonus | KWK- Bonus | Technologie- bonus | Gülle- bonus | Formaldehyd- bonus |
| ------------ | --------------------- | ------------- | ---------- | ------------------ | ------------ | ------------------ |
| bis 150 kWel | 11,67                 | 7             | 3          | bis 2              | 4            | 1                  |
| bis 500 kWel | 9,18                  | 7             | 3          | bis 2              | 1            | 1                  |
| bis 5 MWel   | 8,25                  | 4             | 3          | bis 2              | 0            | 0                  |
| bis 20 MWel  | 7,79                  | 0             | 3          | 0                  | 0            | 0                  |

Die Vergütungshöhe ist, ab dem Jahr der Inbetriebnahme, für 20 Jahre garantiert. Ein Inflationsausgleich findet nicht statt. Für Neuanlagen gilt eine Degression der Vergütung von 1 % pro Jahr. Für eine Anlage, die 2009 in Betrieb genommen wurde, gelten also für 20 Jahre die Vergütungssätze nach EEG 2009. Eine Anlage, die 2010 in Betrieb genommen wird, bekommt 20 Jahre lang jedes Jahr 1 % weniger.
Der NaWaRo-Bonus wird gewährt, wenn in der Biogasanlage nur Pflanzen oder pflanzliche Bestandteile verwendet werden, die in der Landwirtschaft, Forstwirtschaft, im Gartenbau oder in der Landschaftspflege anfallen und keinen anderen Zweck als die Verwertung in der Biogasanlage haben. Darüber hinaus darf auch Gülle in einer NaWaRo-Anlage verwendet werden. Bei mindestens 30 % Gülleanteil am Substrat (jederzeit) wird zudem ein Gülle-Bonus gewährt, der bei Anlagen bis 150 kWel 4 Cent, bei Anlagen bis 500 kWel 1 Cent/kWhel beträgt.
Die Höhe des KWK-Bonus ist, je nach Anlagenkonzept, variabel. Er hängt zum einen von der Stromkennzahl (SKZ) ab, die sich durch Division des elektrischen durch den thermischen Wirkungsgrad des Blockheizkraftwerkes berechnet. Durch Multiplikation von SKZ und der Menge (kWhth) der tatsächlich und sinnvoll genutzten BHKW-Abwärme ergibt sich die Strommenge (kWhel), für die der Bonus tatsächlich gewährt wird. Ein hoher elektrischer Wirkungsgrad und eine große Menge tatsächlich genutzter Wärme sorgen also für einen hohen Bonus. Förderwürdige Wärmenutzungskonzepte sind durch das EEG 2009 definiert.
Der Technologiebonus wird bei Verwendung von neuartigen Technologien in der Biogasanlage gewährt, sofern eine Wärmenutzung stattfindet oder bestimmte elektrische Wirkungsgrade erreicht werden. Diese können z. B. die Verwendung eines Stirlingmotors, einer ORC-Turbine, eines Kalina-Prozesses, einer Brennstoffzelle oder einer Gasturbine sein. Zudem gilt der Bonus bei Aufbereitung des Biogases auf Erdgasqualität zur Einspeisung in das Gasnetz sowie bei bestimmten Verfahren zur Vergärung von Bioabfällen.
Bei Anlagen bis 500 kWel wird ein Emissionsminderungs-Bonus (Erhöhung der Grundvergütung um 1,0 c/kWh für Anlagen nach BImSchG bei Einhaltung der entsprechenden Formaldehydgrenzwerte nach Emissionsminimierungsgebot der TA Luft) von 1 Cent/kWh gewährt, wenn bestimmte Grenzwerte eingehalten werden.
Wesentliche Neuerungen gegenüber dem EEG 2004 sind die Abschaffung des Technologiebonus für Trockenfermentation, die Erhöhung der Grundvergütung von Kleinanlagen und des Nawaro-Bonus, die Einführung eines Gülle-, Landschaftspflegematerial- und Emissionsminderungs-Bonus und die strukturierte Förderung der Gaseinspeisung unterschiedlicher Kapazitäten sowie zahlreiche Detailregelungen.
Seit der Einführung des EEG 2012 ist die Vergütungsstruktur neu geregelt worden. Es gibt keine Boni mehr, nur noch eine Grundvergütung sowie Vergütungen für Einsatzklassen. Ferner gibt es im Rahmen der Direktvermarktung eine Marktprämie sowie eine Flexprämie.

#### Steuerliche Behandlung in Deutschland
Zur ertragsteuerrechtlichen Behandlung von Biogasanlagen siehe BMF-Schreiben vom 11. April 2022 - IV C 7 – S 2236/21/10001:002 (BStBl I S. 633).

### Entwicklung in der Schweiz
Am 19. März 1990 wurde in der Deponie Teuftal das damals größte Biogaskraftwerk der Schweiz eröffnet.
Seit dem 1. Januar 2009 gilt in der Schweiz die kostendeckende Einspeisevergütung (KEV); damit verbunden ist ein erhöhter Einspeisetarif (Einspeisevergütung für aus Biogas erzeugten Strom) für erneuerbare Energien, welcher auch Biogas einschließt. Die Vergütung besteht aus einem festen Abnahmepreis und einem zusätzlichen sogenannten Landwirtschaftsbonus, der gewährt wird, wenn mindestens 80 % der Substrate aus Hofdünger bestehen. Das schweizerische Fördermodell soll so die nachhaltige Entwicklung im Energiesektor forcieren, da es insbesondere die güllebasierten und damit nachhaltigsten Biogasanlagen fördert.
Das schweizerische Förderinstrument für erneuerbare Energien (KEV) trägt bei der Biomasseverwertung dem Umstand Rechnung, dass keine Flächen für den Anbau von nachwachsenden Rohstoffen vorhanden sind. Das Gesetz hat bisher im Bereich der Nutzung von Gülle keinen Zuwachs an landwirtschaftlichen Biogasanlagen bewirkt. Die geringe Attraktivität von Grüngut als Co-Substrat für landwirtschaftliche Anlagen und das somit energetisch ungenutzte Potenzial hat Biogasfirmen dazu bewogen, neue Anlagenmodelle zu entwerfen. Kombiniert mit Festmist, Speiseresten oder Bioabfällen aus Gemeinden, bieten sich neue Möglichkeiten, ohne die Rohstoffe über große Entfernungen zu zentralen Anlagen zu transportieren. Die gleichzeitige Möglichkeit zur Gülleveredelung stellt ein neuartiges Konzept zur Gewinnung erneuerbarer Energie dar. Die größte Biogasanlage der Schweiz wird inzwischen von der Recycling Energie AG in Nesselnbach betrieben.

## Sicherheit
Da in Biogasanlagen große Mengen brennbarer Gase erzeugt und verarbeitet werden, ist die Betriebssicherheit von großer Bedeutung. Bei falscher Bedienung der Biogasanlage, bei Konstruktionsfehlern und Materialschäden besteht die Möglichkeit einer Verpuffung oder Explosion. 2007 kam es etwa zu drei Unfällen in Biogasanlagen (in Riedlingen, Walzbachtal und Deiderode). Durch den Eintrag von Gärsubstraten oder Gärreste in Gewässer kam es im Verlauf eines Unfalls in Barßel zum Fischsterben. In Einzelfällen können Schadgase in erheblichem Umfang emittiert werden, z. B. Schwefelwasserstoff bei einem Unfall bei Zeven im Jahr 2005, bei dem vier Menschen starben.

## Bewertungen
Biogasanlagen sind neben Wasserkraftwerken, Solaranlagen, Biomasseheiz(-kraft-)werken und Windkraftanlagen wichtige Erzeuger von Strom und Wärme aus erneuerbaren Energien. Vor- und Nachteile variieren auch mit Substrattyp und Anlagenbauweise:

### Vorteile
- Regenerative Energiequelle mit örtlich verfügbaren, nachwachsenden Rohstoffen; dadurch Einsparung fossiler Energieträger
- Verwendung anderweitig nicht nutzbarer Pflanzen und Pflanzenteile wie Bioabfälle, Zwischenfrüchte, Erntereste und sonstiger Nebenprodukte
- Höhere Energieausbeute pro Anbaufläche im Vergleich zu anderen Bioenergien wie Biodiesel und BtL-Kraftstoff
- Die dezentrale Stromerzeugung verringert den Aufwand der Energieverteilung zum Endverbraucher.
- Grundlastfähigkeit sowie Möglichkeit zur bedarfsgerechten Erzeugung, auch durch die Speicherung von Biogas; damit gute Ergänzung zur Stromgewinnung aus Windkraft- und Solaranlagen
- Aufbereitetes Biogas kann als Biomethan in das Erdgasnetz eingespeist werden und Erdgas im Strom-, Wärme und Verkehrssektor ersetzen.
- Verbesserte Düngerqualität des Gärrests im Vergleich zu Rohgülle:
  - verringerter Geruch und geringere Ätzwirkung bei der Ausbringung
  - bessere Pflanzenverfügbarkeit der Nährstoffe
- Die Vergärung von Gülle reduziert die Methan- und Geruchsemissionen (Minimierung THG-Emissionen).
- Wertschöpfungserhöhung und Einkommensalternative für den landwirtschaftlichen Raum
- Einsparung von Kunstdünger durch ackerbauliche Gärrestnutzung

### Nachteile

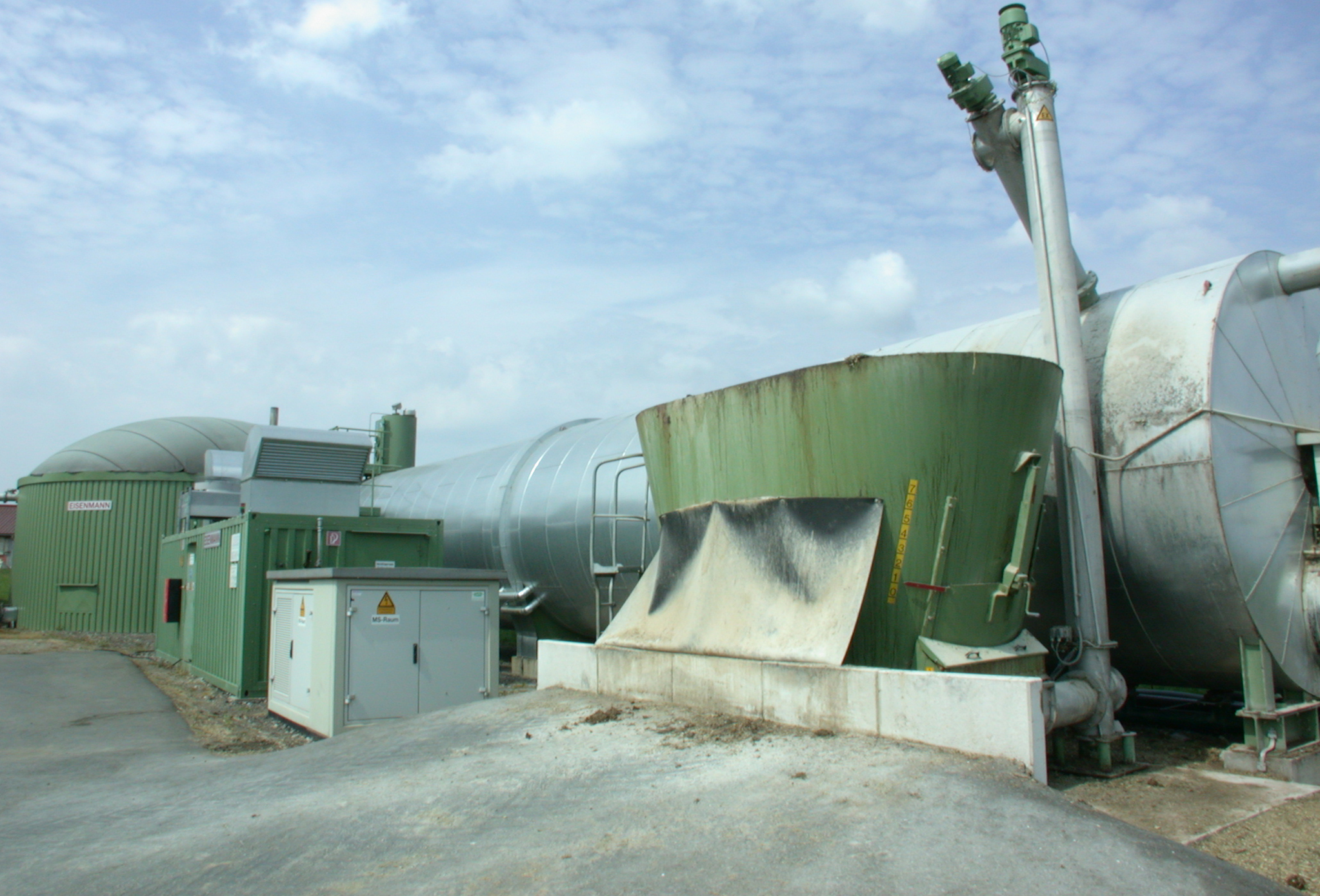
Biogasanlage mit 240 Kilowatt Leistung auf einem Bauernhof in Niederbrechen, Hessen, Baujahr 2004

- Negative Umwelteinflüsse durch Intensivierung der Landwirtschaft (z. B. Artenrückgang).[20]
- Regionale Flächenkonkurrenzen zwischen den Anbauflächen zur Nahrungsmittel-, Futtermittel- und Energiepflanzenerzeugung.[20] Besonders in Entwicklungsländern droht die Verknappung von Anbauflächen[21] zur Nahrungsmittelversorgung.
- Der Anstieg der Pachtpreise für landwirtschaftliche Flächen und hohe Investitionen durch die Landwirte führen mittelbar zum Anstieg der Lebensmittelpreise.[20]
- In der Biogasanlage entstehende Gase können zur Explosion, Erstickung oder Vergiftung führen. Proteinreiche Substrate erhöhen den Anteil des hochgiftigen Schwefelwasserstoffs im Biogas.
- Unplanmäßig entweichendes Methan hat einen 25-fach höheren Treibhauseffekt als Kohlendioxid.[22]